# Maren Mjelde
Maren Nævdal Mjelde (* 6. November 1989 in Bergen) ist eine norwegische Fußballspielerin. Sie spielt für die A-Nationalmannschaft und war von September 2015 bis Februar 2025 deren Kapitänin. Von 2017 bis 2024 spielte sie für die Chelsea FC Women.

## Karriere

### Vereine

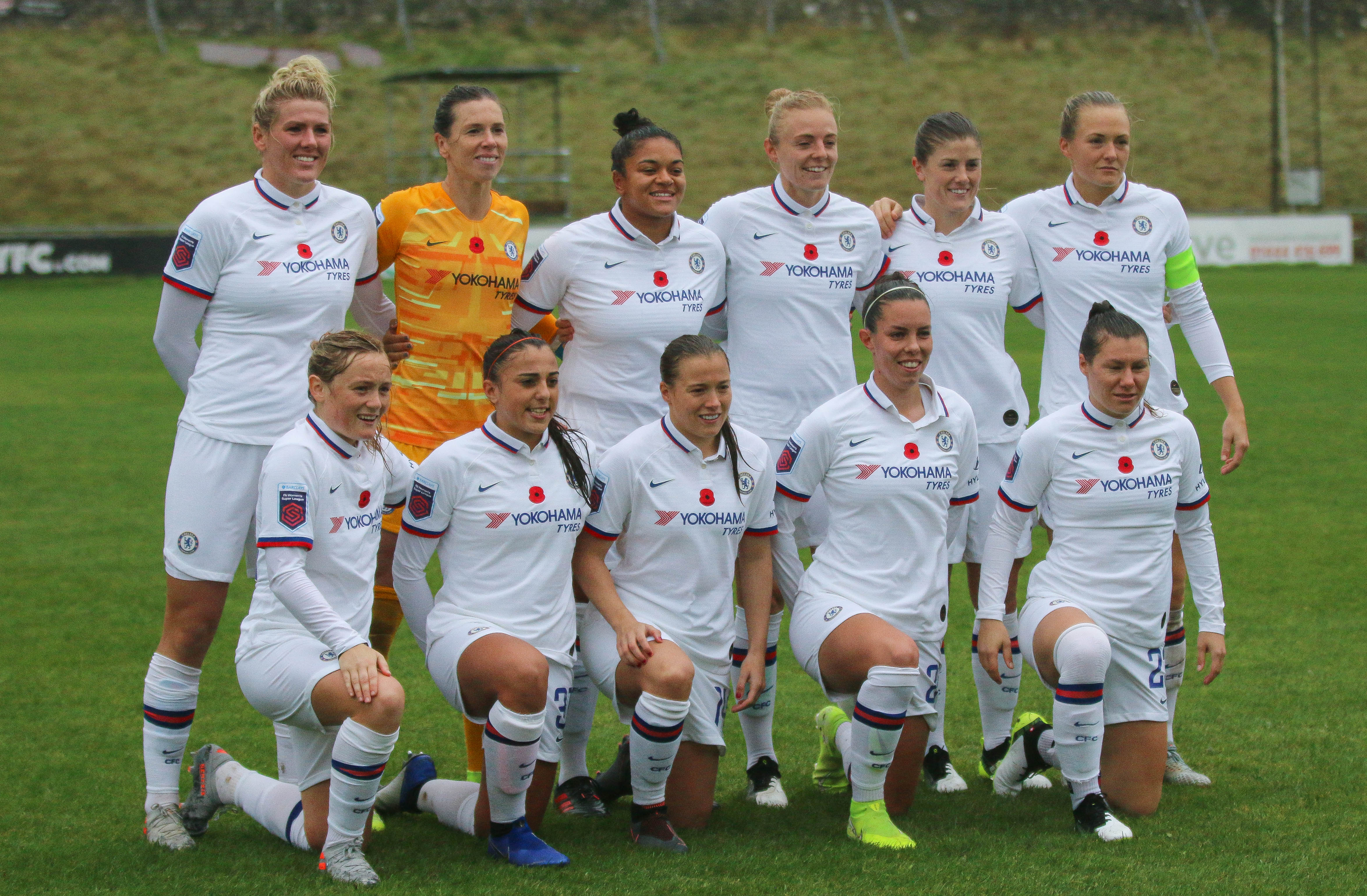
Mjelde (hinten, 2. von rechts) mit der Mannschaft des FC Chelsea vor dem WSL-Cup-Spiel am 2. November 2019 gegen Lewes LFC

Mjelde begann 1995 im Alter von fünf Jahren beim IL Fri mit dem Fußballspielen und wechselte 2005 in die Jugendabteilung von Arna-Bjørnar. 2006 debütierte sie im Alter von 16 Jahren in der Toppserien und bestritt bis 2012 insgesamt 155 Ligaspiele, bei denen ihr 49 Tore gelangen. Am 14. Dezember 2012 unterschrieb sie beim Bundesligisten 1. FFC Turbine Potsdam einen ab 1. Januar 2013 gültigen Eineinhalbjahresvertrag. Mit Potsdam wurde sie 2013 deutsche Vizemeisterin und erreichte das Finale im DFB-Pokal, das jedoch mit 2:3 gegen den VfL Wolfsburg verloren ging. Im Mai 2014 gab sie bekannt, dass sie ihren Vertrag in Potsdam nicht verlängern wird und zum 1. Juli 2014 zu Kopparbergs/Göteborg FC in die schwedische Damallsvenskan wechseln wird. Mjelde unterschrieb in Göteborg einen Vertrag bis Ende 2015. In Schweden bestritt sie neun Spiele in der Damallsvenskan und kehrte dann nach Norwegen zurück um für Avaldsnes IL zu spielen. Mit dem Verein wurde sie zweimal Vizemeister und nahm an der Qualifikation zur UEFA Women’s Champions League 2016/17 teil. Mit drei Siegen qualifizierten sich die Norwegerinnen für das Sechzehntelfinale, wo es gegen Olympique Lyon zwei Niederlagen (2:5 im Heimspiel und 0:5 in Lyon) gab. Zur Saison 2017 wechselte sie zu den Chelsea FC Women und gewann in der Übergangssaison („FA WSL Spring Series“) die englische Meisterschaft, die 2017/18 verteidigt und durch den Pokalsieg komplettiert werden konnte. In der UEFA Women’s Champions League 2017/18 kam sie mit den Chelsea Ladies bis ins Halbfinale, wo sie mit 1:3 und 0:2 gegen den VfL Wolfsburg verloren. 2018/19 wurde ebenfalls das Halbfinale erreicht, wo Olympique Lyon um ein Tor besser war. Beim COVID-19-Pandemie-bedingten Abbruch der FA Women’s Super League 2019/20 stand Chelsea auf Platz zwei, wurde jedoch durch die beste Quote zum Meister erklärt. In der Saison 2020/21 erreichte sie mit dem Team das Finale der Uefa Womens Champions League, welches jedoch gegen den FC Barcelona mit 0:4, ohne ihren Einsatz, verloren ging. Sie hatte sich im März eine Knieverletzung zugezogen, durch die sie ein Jahr lang ausfiel. In der Gruppenphase der UEFA Women’s Champions League 2022/23 kam sie in zwei Spielen zum Einsatz und belegte sie mit Chelsea den ersten Platz. Im Viertelfinale gewannen sie in Lyon mit 1:0 gegen Olympique Lyon. Das Rückspiel an der Stamford Bridge stand nach 90 Minuten 0:1, so dass es zur Verlängerung kam. In dieser gerieten sie in der 110. Minut mit 0:2 in Rückstand. In der achten Minute der Nachspielzeit konnte sie durch einen verwandelten Strafstoß auf 1:2 verkürzen und da die Auswärtstorregel in den europäischen Wettbewerben nicht mehr gilt, kam es zum Elfmeterschießen, das mit 4:3 gewonnen wurde, wobei sie den ersten Elfmeter verwandelte. Im Halbfinale schieden sie dann nach einer 0:1-Heimniederlage und einem 1:1 in Barcelona, gegen den späteren Sieger FC Barcelona aus. Die Meisterschaft schlossen sie dagegen mit dem erneuten Titelgewinn ab. Mjelde verließ den Club nach der Saison 2023/24.
Sie schloss sich anschließend erneut Arna-Björnar an, verließ den Club aber nach Abschluss der Saison. Sie spielte dann bis Juni 2025 beim FC Everton. und verließ den Club, nachdem ihr Vertrag um Juni ausgelaufen war. Sie unterschrieb erneut bei Arna-Björnar.

### Nationalmannschaft
Mjelde durchlief alle Jugendnationalmannschaften. 2007 nahm sie mit der U19-Mannschaft an der Europameisterschaft teil, mit der sie im Halbfinale mit 0:3 gegen England verlor. Norwegen hatte sich damit aber für die U20-Weltmeisterschaft in Chile qualifiziert, bei der sie in allen drei Gruppenspielen zum Einsatz kam. Als Gruppendritter konnte sich Norwegen aber nicht für das Viertelfinale qualifizieren.
Am 27. Oktober 2007 bestritt sie kurz vor ihrem 18. Geburtstag ihr erstes A-Länderspiel beim 3:0-Sieg gegen Russland. Dies blieb vorerst ihr einziges A-Länderspiel und sie spielte zunächst weiterhin für die Jugendmannschaften. Erst im März 2009 kam sie beim Algarve-Cup wieder zum Einsatz im A-Team und wurde dann auch für die Europameisterschaft in Finnland nominiert. Dort kam die Verteidigerin auf fünf Einsätze und erreichte mit ihrer Mannschaft das Halbfinale. 2010 etablierte sie sich endgültig in der A-Nationalmannschaft und kam 14-mal zum Einsatz, u. a. wieder beim Algarve-Cup und in der WM-Qualifikation. Auch 2011 nahm sie mit Norwegen am Turnier um den Algarve-Cup teil und wurde in den Kader für die WM 2011 in Deutschland berufen. Sie kam in den drei Vorrundenspielen zum Einsatz, schied aber mit Norwegen erstmals in einer WM-Vorrunde aus.
Mit der A-Nationalmannschaft nahm sie an der Fußball-Europameisterschaft der Frauen 2013 in Schweden teil, bei der sie in allen sechs Spielen eingesetzt wurde, und erreichte mit ihr das Finale, welches 0:1 verloren wurde.
Mjelde gehörte auch zum Kader für die WM 2015. Im zweiten Gruppenspiel gegen Deutschland erzielte sie durch einen direkt verwandelten Freistoß den Ausgleich zum 1:1-Endstand. Das Tor wurde anschließend für die Wahl zum schönsten Turniertor nominiert. Als Gruppenzweite erreichten die Norwegerinnen das Achtelfinale, schieden dort aber gegen England aus.
Zu Beginn der Qualifikation für die EM 2017 wurde sie vom neuen Nationaltrainer Roger Finjord zur Kapitänin der Mannschaft ernannt.
Beim Qualifikationsturnier für die Olympischen Spiele 2016 machte sie im letzten Gruppenspiel gegen die Schweiz ihr 100. Länderspiel. Sie konnte sich mit ihrer Mannschaft aber nicht qualifizieren.
Die anschließende Qualifikation zur EM 2017 wurde mit sieben Siegen und einem Remis als Gruppensieger abgeschlossen. Bei der EM blieben die Norwegerinnen aber erstmals ohne Torerfolg und schieden als Gruppenletzte aus. Bei der darauf folgenden Qualifikation zur WM 2019 gehörte sie zu den acht Norwegerinnen, die alle acht Qualifikationsspiele mitmachten. Am Ende wurden sie vor Europameister Niederlande Gruppensieger. Ihren ersten Turniererfolg hatte sie 2019 mit dem Gewinn des Algarve-Cups. Am 2. Mai wurde sie für die WM 2019 und damit ihre dritte WM nominiert. Mit 136 Länderspielen war sie die Spielerin mit den meisten Länderspielen im Kader. Bei der WM kamen fünf weitere hinzu, in denen sie ihre Mannschaft als Kapitänin aufs Feld führte, mit ihr aber im Viertelfinale gegen England ausschied. Damit konnten sich die Norwegerinnen auch nicht für die Olympischen Spiele 2020 qualifizieren.
In der Qualifikation zur EM 2022 hatte sie sechs Einsätze. Da die ursprünglich für 2021 geplante EM wegen der COVID-19-Pandemie um ein Jahr verschoben wurde, begann schon vor der EM die Qualifikation zur WM 2023, in der sie aber erst im April 2022 nach überstandener Knieverletzung eingreifen konnte. Am 7. Juni 2022 wurde sie für die EM-Endrunde nominiert. Sie wurde in den drei Gruppenspielen eingesetzt, die mit einem 4:1-Sieg gegen EM-Neuling Nordirland begannen. Danach kassierten sie gegen England mit 0:8 die höchste Niederlage ihrer Länderspielgeschichte. Durch eine 0:1-Niederlage, die erste überhaupt gegen Österreich, verpassten sie als Gruppendritte die K.-o.-Runde.
Sie kam auch im ersten Spiel nach der EM, dem entscheidenden Spiel um den Gruppensieg in der Qualifikation für die WM 2023 gegen Belgien zum Einsatz, das mit 1:0 gewonnen wurde, womit sich die Norwegerinnen für die WM qualifizierten.
Am 19. Juni 2023 wurde sie für die WM-Endrunde nominiert, wurde in jedem der vier Spiele ihres Teams eingesetzt und schied mit der Mannschaft im Achtelfinale gegen die Japanerinnen aus. Es war ihre vierte WM-Endrunde.
Am 16. Juni 2025 wurde sie für die Endrunde der EM 2025 nominiert. Sie wurde im ersten und dritten Gruppenspiel sowie im Achtelfinale eingesetzt, das gegen Italien durch ein Last-Minute-Gegentor verloren wurde. Mit nun 20 EM-Spielen ist sie zusammen mit Solveig Gulbrandsen norwegische EM-Rekordspielerin.

## Privates
Marens Bruder Erik Mjelde spielt für Lillestrøm SK in der obersten norwegischen Spielklasse.

## Erfolge und Auszeichnungen
Turbine Potsdam
- DFB-Hallenpokalsiegerin 2013 und 2014 (mit Turbine Potsdam)
- Deutsche Vizemeisterin 2012/13 (mit Turbine Potsdam)

Chelsea
- Englische Meisterin: 2018, 2020, 2021, 2022, 2023, 2024
- FA-Women’s-Cup-Siegerin: 2018 2021, 2022, 2023
- WSL-Cup-Siegerin: 2020, 2021
- Women’s FA Community Shield: 2020

Norwegen
- Fußball-Europameisterschaft der Frauen 2009: Bronze
- Fußball-Europameisterschaft der Frauen 2013: Silber
- Wahl in das All-Star-Team der EM 2009
- Wahl in das All-Star-Team der EM 2013
- Algarve-Cup-Siegerin 2019